# Georg Kleinebreil
Georg Kleinebreil (* 29. Januar 1963 in Düsseldorf; † 8. Juli 2008 in Königswinter) war ein deutscher Komponist von Filmmusiken.

## Biografie
Georg Kleinebreil erlernte Gitarre und Klavier. Von 1978 bis 1987 spielte er in mehreren lokalen Bands, 1990 bis 1992 arbeitete er als Komponist für die Rolf Budde Musikverlage in Berlin. Seit 1992 komponierte er die Musik für Filme wie Das Miststück, Sass und kurz vor seinem Tod für die Neuverfilmung von Und Jimmy ging zum Regenbogen.
Am 8. Juli 2008 verstarb Kleinebreil im Alter von 45 Jahren an den Folgen eines Herzinfarktes in seinem Tonstudio in Königswinter.

## Filmografie (Auswahl)
- 1993: Im Himmel hört Dich niemand weinen
- 1993: Liebe am Abgrund
- 1994: Polizeiruf 110 – Opfergang
- 1994–2006: Rosa Roth (Fernsehserie)
  - 1994: In Liebe und Tod
  - 1996: Montag, 26. November
  - 1996: Verlorenes Leben
  - 1996: Nirgendwohin
  - 1997: Berlin
  - 1997: Jerusalem oder die Reise in den Tod
  - 1997: Die Stimme
  - 1999: Die Retterin
  - 1999: Wintersaat
  - 2000: Küsse und Bisse
  - 2000: Tod eines Bullen
  - 2001: Täusche deinen Nächsten wie dich selbst
  - 2002: Die Abrechnung
  - 2002: Geschlossene Gesellschaft
  - 2003: Das leise Sterben des Kolibri
  - 2003: Die Gedanken sind frei
  - 2004: Freundeskreis
  - 2005: Flucht nach vorn
  - 2005: Im Namen des Vaters
  - 2006: In guten Händen
- 1997: Der stille Herr Genardy
- 1997: Die sieben Feuer des Todes
- 1998: Das Miststück
- 2001: Sass
- 2004: Die schöne Braut in Schwarz
- 2004: Schöne Witwen küssen besser
- 2005: Die Patriarchin
- 2006: Am Ende des Schweigens
- 2008: Gott schützt die Liebenden
- 2008: Und Jimmy ging zum Regenbogen